# デンソークリエイト
株式会社デンソークリエイト (DENSO CREATE INC.) は、愛知県名古屋市に本社を置くソフトウエア開発会社である。デンソーの子会社。

## 沿革
- 1991年（平成3年）2月14日 - 日本電装（現：デンソー）より分離独立し「日本電装クリエイト株式会社」を設立。
- 1996年（平成8年）10月 - 「株式会社デンソークリエイト」に商号を変更。
- 2001年（平成13年）9月 - ISO 9001:2000/JIS Q 9001:2000登録。
- 2019年（令和元年）12月16日 - 本社を名古屋市中区栄から現在地に移転[2]。

## 出版物
- ソフトウエアドキュメンテーション, 塩谷敦子・菊池百代, デンソークリエイト,2000, ISBN 978-4931392045
- ソフトウエアドキュメンテーション 進め方ガイド, 塩谷敦子・山路厚, デンソークリエイト,2024, ISBN 978-4931392083
- C 言語プログラミング入門編, 浅野百代, デンソークリエイト, 1997, ISBN 978-4931392007
- HCP チャートによるソフトウェア開発, デンソークリエイト

## ソフトウェア
- Next Design, デンソークリエイト, https://www.nextdesign.app/
- TimeTracker NX, デンソークリエイト, https://www.timetracker.jp
- Lightning Review, デンソークリエイト, http://www.lightning-review.com